# Nojus Bartaška
Nojus Bartaška, mer känd som Bartas, född 26 juni 1996 i Kaunas, Litauen, är en litauisk sångare.

## Karriär
Bartaška har sjungit sedan år 2000. Han var medlem i bandet "Ca-Ca", och år 2002, 2004 & 2005 deltog han i "Laumes Juosta"-festivalen som medlem i "Saules Vaikai". Sedan 2006 har han som soloartist sjungit på olika musikfestivaler. 2007 vann han ett specialpris vid "Slaviska Bazaaren i Vitebsk"
Den 26 september 2010 vann Bartaška den litauiska uttagningen till Junior Eurovision Song Contest 2010 med låten "Oki Doki". Han kom därmed att representera Litauen i tävlingen, som gick av stapeln i Minsk den 20 november 2010. Vid finalen Minsk fick han 67 poäng, vilket räckte till en sjätte plats. Bartaška är dock inte nybörjare i Junior Eurovision-sammanhang. Som medlem i bandet "Kvinta" slutade han på andra plats vid 2008 års litauiska uttagning. Han deltog även 2007, då som soloartist med låten "Amzinai".